# Pegomya prominens
Pegomya prominens är en tvåvingeart som först beskrevs av Stein 1907.  Pegomya prominens ingår i släktet Pegomya och familjen blomsterflugor. Inga underarter finns listade i Catalogue of Life.